# Caliqueño

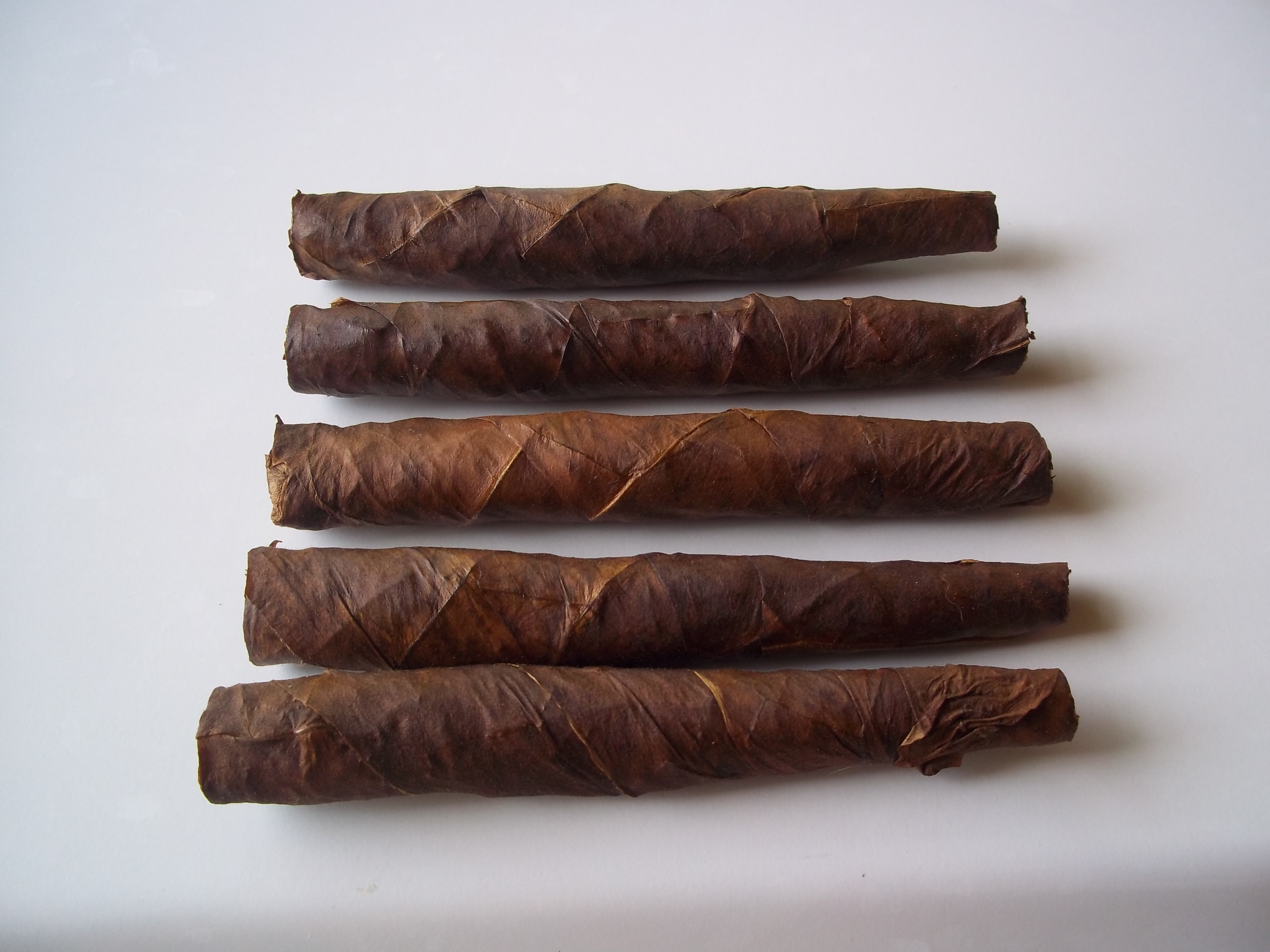
Caliqueños

Un caliqueño es un cigarro que se fabrica artesanalmente en la Comunidad Valenciana (España) y está hecho a base de tabaco Burley, plantado y fabricado en dicha zona. En la actualidad, su consumo se extiende a toda España, pero la zona tradicionalmente más consumidora de este tipo de cigarro es la del Levante, en especial la localidad de Chella (Valencia), la cuna de este cigarro.
Desde que, durante el siglo XVIII, fuese introducido el cultivo del tabaco en España hasta nuestros días, el caliqueño se asocia a ferias, festividades populares y bares de barrio. El caliqueño, al igual que otros elementos tales como la paella o las Fallas, forma parte del folclore valenciano, rico en dichos y canciones populares que incluyen el “caliqueño” en sus letras (en ocasiones, con significado vulgar).

## Historia
El origen del cigarro caliqueño se sitúa en el siglo XIX, varios siglos después de la introducción del tabaco en España (siglo XVII), cuando los colonos españoles en América trajeron el cultivo y la elaboración de productos de tabaco a España. Tradicionalmente, eran las mujeres las que fabricaban en talleres clandestinos estos cigarros, gracias a que los agricultores de la zona reservaban una parte de sus parcelas para el suministro de tabaco, y posteriormente se distribuían de contrabando en bares y otros establecimientos de los pueblos. Con el comercio de los caliqueños, las mujeres podían aportar ingresos extra a las economías familiares, costumbre que se ha seguido manteniendo incluso hasta nuestros días.
En la comarca de Canal de Navarrés han sido habituales durante décadas las grandes plantaciones de tabaco, sustituidas durante mucho tiempo por tabaco de otras zonas, Extremadura especialmente, ya que con ello se conseguía evitar el riesgo de que las granizadas, habituales en la zona, dañaran la hoja de la planta y por lo tanto la cosecha del año.

## Datos técnicos
En variedades: Caliqueño, Pata de Elefante, Farias o Señoritas.
Al igual que otros cigarros artesanales, el caliqueño se compone de tres partes, cada una de las cuales, se elabora con capas distintas de la planta del tabaco:
- Tripa: es el relleno del cigarro y se elabora a base de tabaco triturado.

- Capote: primera hoja que envuelve y sujeta la tripa, hecha normalmente con hojas de la parte media de la planta del tabaco. Normalmente, al igual que la tripa, la hoja de esta parte proviene de la planta de tabaco cultivada al aire libre.

- Capa: es la hoja final que envuelve la tripa y el capote. A diferencia de las otras partes, la planta de tabaco se cultiva, en este caso, en un recinto cubierto con tela. De este modo, se consigue un efecto invernadero que provoca un mayor crecimiento de la hoja.

De manera habitual, el caliqueño es un cigarro de unos 10 cm de largo con un acabado bastante llamativo por la irregularidad, rugosidad y el grosor de los nervios de la hoja, al contrario que los demás cigarros, que presentan un acabado liso y limpio. El motivo de este aspecto tosco es debido a la adaptación experimentada por la planta de tabaco al crecer bajo unas condiciones climáticas que no son las propias de esta especie.
Otras de las características técnicas de ese cigarro es que se trata de un cigarro totalmente seco, a diferencia de aquellos puros de la América Central y el Caribe, que tienen cierto grado de humedad.